# Sericolea microphylla
Sericolea microphylla är en tvåhjärtbladig växtart som beskrevs av M.M.J. van Balgooy. Sericolea microphylla ingår i släktet Sericolea och familjen Elaeocarpaceae. Inga underarter finns listade i Catalogue of Life.